# Peach (gruppo musicale britannico)
I Peach (anche conosciuti come Peach [gb]) sono stati una band britannica di progressive metal nata nel 1991 e scioltasi nel 1995.

## Storia del gruppo
La formazione iniziale consisteva in Simon Oakes, Rob Havis, Ben Durling e Justin Chancellor. I Peach sostennero la band Tool durante la loro tappa europea delle loro tournée per tutto il 1993-1994 dopo la realizzazione di Undertow, e poi realizzarono un album, Giving Birth to a Stone. Dopo aver girato per promuovere il loro album di debutto, i Peach ne registrarono un secondo, "Volume II" che non venne mai pubblicato perché non si giunse ad un accordo con la casa discografica.
Nel 1995, Oakes uscì dal gruppo per formare i Geyser, ma i Peach cercarono di continuare l'attività con il nuovo cantante Rod Sterling; successivamente questi lascio la band per unirsi ai Submarine (successivamente diventati Jet Boy DC), anch'essi supporter dei Tool. Il nome "Peach" fu in seguito cambiato in "Sterling". Nonostante l'abbandono di Justin Chancellor, che entra nei Tool nel 1996, gli "Sterling" firmarono un contratto con la Mantra Records e realizzarono un album ("Monster Lingo") e quattro singoli.
Nel 2000 Giving Birth to a Stone fu ripubblicato per un successo inaspettato. Rendendosi conto che la loro musica era in realtà apprezzata, Simon Oakes e Rob Havis decisero di formare di nuovo una band, ma da quando Justin e Ben non furono più con loro, scelsero di adottare un nuovo nome per il gruppo, invece di mantenere "Peach". Il nome che scelsero fu Suns of the Tundra, e tuttora suonano diverse vecchie canzoni dei Peach nei loro live.

## Formazione
- Simon Oakes - voce
- Rob Havis - batteria
- Ben Durling - chitarra
- Justin Chancellor - basso

## Discografia

### LP
- Giving Birth to a Stone (1994, ripubblicato nel 2000)
- Volume II (non ancora pubblicato)

### Demo, tapes, singoli & EP
- Flow with the Tide (1991)
- Don't Make Me Your God (1992)
- Disappear Here (1992)
- Burn (1993)
- Spasm (1994)